# Kościół św. Marcina w Sierakowicach (drewniany)
Drewniany kościół św. Marcina w Sierakowicach – zabytkowy kościół drewniany, pod wezwaniem św. Marcina z Tours, w miejscowości Sierakowice na Pomorzu Gdańskim, stojący w latach 1820-2010 w miejscu obecnego, ceglanego, parafialnego kościoła św. Marcina i przeniesiony na teren pobliskiego ogrodu oraz przeznaczony na cele kulturalne i okazjonalne celebracje liturgiczne.

## Historia
Parafia rzymskokatolicka w Sierakowicach została erygowana w XIV wieku. W 1820 roku, w miejscu kościoła wzniesionego w połowie XVII wieku, rozpoczęto budowę nowego. Jego fundatorem był ówczesny właściciel Sierakowic, Wincenty Łaszewski (1786-1858). Prace ukończono po trzech latach, a w 1823 roku kościół został konsekrowany.
Pod koniec XIX wieku był on zbyt mały, jak na liczbę parafian, toteż przystąpiono do rozbudowy. W 1903 roku rozebrano drewnianą wieżę i na jej miejscu postawiono dodatkowy, ceglany, większy korpus i wieżę w stylu neogotyckim. W 1931 roku powstał plan całkowitego rozebrania części drewnianej i powiększenia kościoła ceglanego, lecz ówczesny konserwator zabytków sprzeciwił się rozbudowie w stylu neogotyckim. Na początku XXI wieku ówczesny proboszcz podniósł na nowo konieczność rozbudowy kościoła, a ekspertyza techniczna w 2006 roku wykazała, iż część drewniana jest w stanie katastrofalnym.
W latach 2010–2011 drewniana część kościoła została wyremontowana i przeniesiona kilkadziesiąt metrów dalej, na teren dawnego ogrodu parafialnego. Dodatkowo zrekonstruowano drewnianą wieżę sprzed 1903 roku. Użyto do tego częściowo materiału z drewnianego kościoła XVII-wiecznego, który posłużył w XIX wieku do budowy dawnej południowej zakrystii. Dzięki temu kościół uzyskał pierwotny wygląd.

## Konstrukcja i wyposażenie

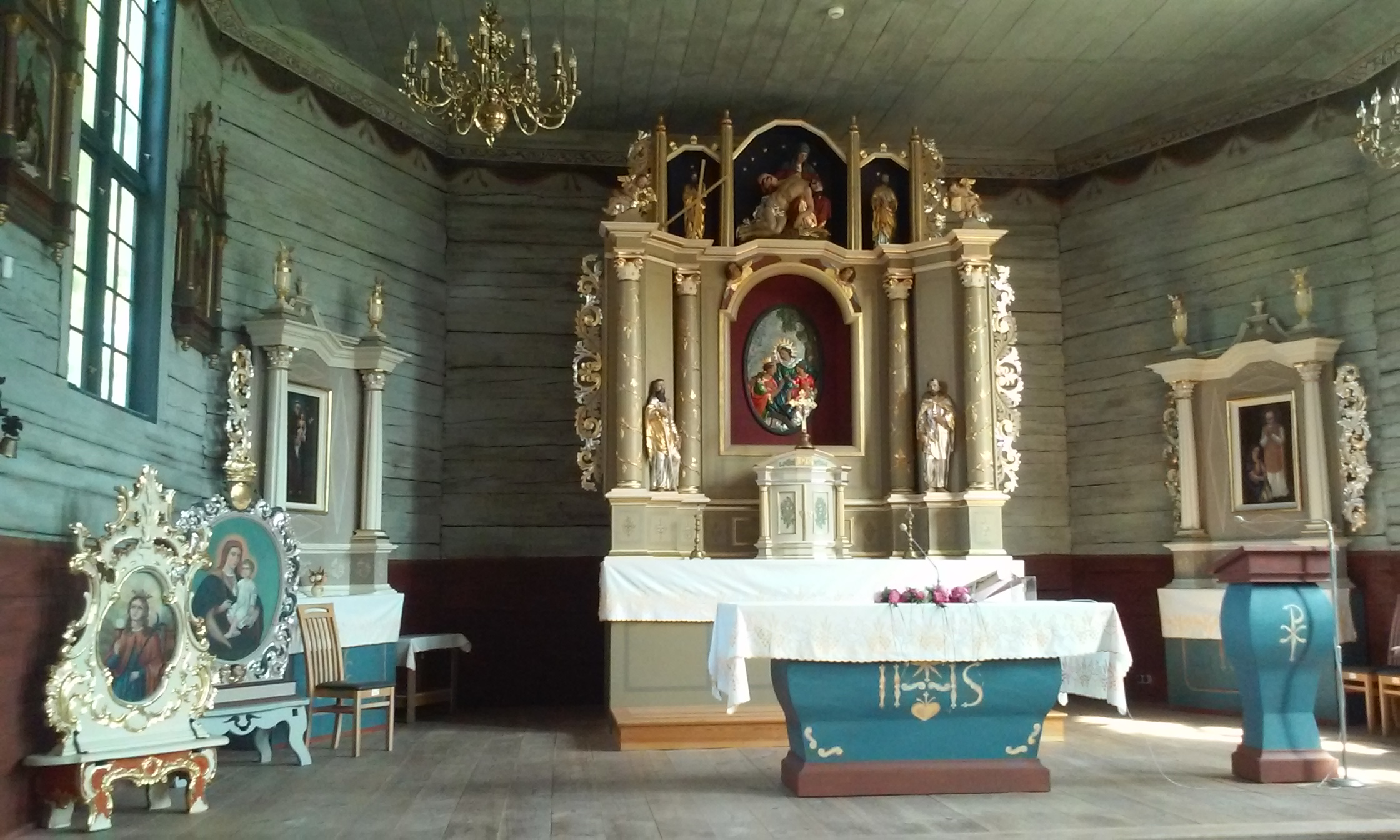
Drewniany kościół św. Marcina w Sierakowicach, prezbiterium

Drewniany kościół św. Marcina w Sierakowicach jest najmłodszą, zachowaną na Pomorzu Gdańskim, świątynią o konstrukcji zrębowej i unikatową w skali europejskiej. Jest też najstarszą budowlą w gminie Sierakowice. Wewnątrz znajduje się oryginalne wyposażenie z 1823 roku: ołtarz główny pochodzący z końca XVIII wieku, pięć ołtarzy bocznych, w tym dwa w prezbiterium, ambona, chrzcielnica, organy piszczałkowe i żyrandole. Przywrócono też polichromię według pierwotnego wzoru. Pozostawiono dodatki z okresu posoborowego: ołtarz i pulpit.
Kościół został wpisany do rejestru zabytków 14 listopada 2001 roku, jeszcze gdy był połączony z częścią ceglaną. Obecnie, zachowując swój zabytkowy charakter, stanowi jeden z elementów Parku Kulturowego Ośmiu Błogosławieństw w Sierakowicach.

## Obecne przeznaczenie
Po przeniesieniu i rekonstrukcji, budynek kościoła stał się własnością Gminy Sierakowice, a jego administratorem jest Gminny Ośrodek Kultury w Sierakowicach. Obiekt przeznaczono na cele kulturalne. Odbywają się w nim wystawy sztuki, wernisaże i koncerty. Jest on bezpłatnie otwarty dla zwiedzających między majem a wrześniem od wtorku do soboty.
Na mocy porozumienia między parafią św. Marcina a Urzędem Gminy, za zgodą biskupa pelplińskiego Ryszarda Kasyny, kościołowi przywrócono dodatkowo funkcję sakralną. Sprawuje się w nim liturgię okazjonalnie: w wakacje mszę niedzielną ze względu na turystów, czasami msze częściowo w języku kaszubskim, celebracje na życzenie, np. śluby. Uroczystość otwarcia i poświęcenia odnowionego kościoła odbyła się 6 kwietnia 2014 roku.